# Listă de jocuri video de rol din 1996–1997
Acesta este un index cuprinzător al jocurilor video de rol comerciale, sortate cronologic după anul apariției. Informațiile referitoare la data lansării, dezvoltatorul, editura, sistemul de operare, subgenul și notabilitatea sunt furnizate acolo unde sunt disponibile. Tabelul poate fi sortat făcând clic pe casetele mici de lângă titlurile coloanelor. Această listă nu include MUD-uri sau MMORPG-uri. Include jocuri roguelike, de acțiune și tactice (timp real).

Aceasta este o listă de jocuri video de rol din 1996 – 1997.

## Legenda
| Platforme de jocuri video |
| ------------------------- |

| 3DS    | Nintendo 3DS                   |
| AMI    | Commodore Amiga                |
| APPII  | Apple II                       |
| Arcade | Arcade game                    |
| C64    | Commodore 64                   |
| CROSS  | Cross-platform                 |
| DC     | Dreamcast                      |
| DOS    | DOS / MS-DOS                   |
| DROI   | Platforma nu este recunoscută. |
| DS     | Nintendo DS                    |
| FM7    | FM-7                           |
| FMT    | FM Towns                       |
| GB     | Game Boy                       |
| GBA    | Game Boy Advance               |
| GBC    | Game Boy Color                 |
| GCN    | Nintendo GameCube              |
| GEN    | Sega Genesis / Sega Mega Drive |
| iOS    | iOS                            |

| LIN  | Linux                                   |
| MAC  | Macintosh / Mac OS                      |
| MOBI | Mobile phone                            |
| MSX  | MSX                                     |
| MSX2 | MSX2                                    |
| N64  | Nintendo 64                             |
| NEO  | Neo Geo                                 |
| NES  | Nintendo Entertainment System / Famicom |
| OSX  | Mac OS X                                |
| PC60 | NEC PC-6001                             |
| PC88 | NEC PC-8801                             |
| PC98 | NEC PC-9801                             |
| PCE  | TurboGrafx-16 / PC Engine               |
| PS1  | PlayStation / PSone                     |
| PS2  | PlayStation 2                           |
| PS3  | PlayStation 3                           |
| PS4  | Platforma nu este recunoscută.          |
| PSN  | PlayStation Network                     |

| PSP  | PlayStation Portable           |
| PSV  | Platforma nu este recunoscută. |
| OSX  | Mac OS X                       |
| SAT  | Sega Saturn                    |
| SCD  | Sega Mega-CD                   |
| SMS  | Sega Master System             |
| SNES | Super NES / Super Famicom      |
| ST   | Atari ST                       |
| VC   | Virtual Console (Wii)          |
| VITA | PlayStation Vita               |
| X68K | Sharp X68000                   |
| Wii  | Wii                            |
| WiiU | Wii U                          |
| WIN  | Microsoft Windows              |
| X360 | Xbox 360                       |
| XBOX | Xbox                           |
| XOne | Platforma nu este recunoscută. |
| ZX   | ZX Spectrum                    |

| 3DS    | Nintendo 3DS                   |
| AMI    | Commodore Amiga                |
| APPII  | Apple II                       |
| Arcade | Arcade game                    |
| C64    | Commodore 64                   |
| CROSS  | Cross-platform                 |
| DC     | Dreamcast                      |
| DOS    | DOS / MS-DOS                   |
| DROI   | Platforma nu este recunoscută. |
| DS     | Nintendo DS                    |
| FM7    | FM-7                           |
| FMT    | FM Towns                       |
| GB     | Game Boy                       |
| GBA    | Game Boy Advance               |
| GBC    | Game Boy Color                 |
| GCN    | Nintendo GameCube              |
| GEN    | Sega Genesis / Sega Mega Drive |
| iOS    | iOS                            |

| LIN  | Linux                                   |
| MAC  | Macintosh / Mac OS                      |
| MOBI | Mobile phone                            |
| MSX  | MSX                                     |
| MSX2 | MSX2                                    |
| N64  | Nintendo 64                             |
| NEO  | Neo Geo                                 |
| NES  | Nintendo Entertainment System / Famicom |
| OSX  | Mac OS X                                |
| PC60 | NEC PC-6001                             |
| PC88 | NEC PC-8801                             |
| PC98 | NEC PC-9801                             |
| PCE  | TurboGrafx-16 / PC Engine               |
| PS1  | PlayStation / PSone                     |
| PS2  | PlayStation 2                           |
| PS3  | PlayStation 3                           |
| PS4  | Platforma nu este recunoscută.          |
| PSN  | PlayStation Network                     |

| PSP  | PlayStation Portable           |
| PSV  | Platforma nu este recunoscută. |
| OSX  | Mac OS X                       |
| SAT  | Sega Saturn                    |
| SCD  | Sega Mega-CD                   |
| SMS  | Sega Master System             |
| SNES | Super NES / Super Famicom      |
| ST   | Atari ST                       |
| VC   | Virtual Console (Wii)          |
| VITA | PlayStation Vita               |
| X68K | Sharp X68000                   |
| Wii  | Wii                            |
| WiiU | Wii U                          |
| WIN  | Microsoft Windows              |
| X360 | Xbox 360                       |
| XBOX | Xbox                           |
| XOne | Platforma nu este recunoscută. |
| ZX   | ZX Spectrum                    |

| Tipuri de lansări |
| ----------------- |

| Rerel  | Jocul a fost relansat pe aceeași platformă cu modificări minore sau fără modificări.                                                                                     |
| Port   | Jocul a apărut pentru prima dată pe o altă platformă. Este la fel ca originalul, cu puține sau deloc diferențe.                                                          |
| Remake | Jocul este un remake îmbunătățit al celui original, lansat pe aceeași platformă sau pe o platformă diferită, cu modificări ale graficii, sunetului și/sau gameplay-ului. |
| Compl  | O compilație, antologie sau colecție de mai multe titluri, de obicei (dar nu întotdeauna) aparținând aceleiași serii.                                                    |
| Limit  | O lansare specială (numită adesea Limited sau Collector’s Edition) cu material bonus de colecție. Adesea este furnizată persoanelor care pre-comandă un joc.             |

| Rerel  | Jocul a fost relansat pe aceeași platformă cu modificări minore sau fără modificări.                                                                                     |
| Port   | Jocul a apărut pentru prima dată pe o altă platformă. Este la fel ca originalul, cu puține sau deloc diferențe.                                                          |
| Remake | Jocul este un remake îmbunătățit al celui original, lansat pe aceeași platformă sau pe o platformă diferită, cu modificări ale graficii, sunetului și/sau gameplay-ului. |
| Compl  | O compilație, antologie sau colecție de mai multe titluri, de obicei (dar nu întotdeauna) aparținând aceleiași serii.                                                    |
| Limit  | O lansare specială (numită adesea Limited sau Collector’s Edition) cu material bonus de colecție. Adesea este furnizată persoanelor care pre-comandă un joc.             |

| Note despre genuri |
| ------------------ |

| Action RPG   | Joc video de rol de acțiune.              |
| Tactical RPG | Joc video de rol tactic.                  |
| Roguelike    | Roguelike.                                |
| MMORPG       | Joc de rol cu multiplayer online în masă. |
| MUD          | MUD.                                      |

| FPS/RPG | Shooter first-person / Joc video de rol hibrid (Joc video de rol shooter).                            |
| RTS/RPG | Joc de strategie în timp real / Joc video de rol hibrid (Joc video de rol de strategie în timp real). |
| WRPG    | Joc de rol în stil western.                                                                           |
| JRPG    | Joc de rol în stil japonez.                                                                           |
| Eroge   | Joc japonez cu conținut erotic.                                                                       |

| Action RPG   | Joc video de rol de acțiune.              |
| Tactical RPG | Joc video de rol tactic.                  |
| Roguelike    | Roguelike.                                |
| MMORPG       | Joc de rol cu multiplayer online în masă. |
| MUD          | MUD.                                      |

| FPS/RPG | Shooter first-person / Joc video de rol hibrid (Joc video de rol shooter).                            |
| RTS/RPG | Joc de strategie în timp real / Joc video de rol hibrid (Joc video de rol de strategie în timp real). |
| WRPG    | Joc de rol în stil western.                                                                           |
| JRPG    | Joc de rol în stil japonez.                                                                           |
| Eroge   | Joc japonez cu conținut erotic.                                                                       |

## Lista
| An                               | Titlu | Dezvoltator                  | Editură                                   | Setări            | Platformă                          | Subgen                       | Serie/Note                                                                                              | Țara de origine |
| -------------------------------- | --- | ---------------------------- | ----------------------------------------- | ----------------- | ---------------------------------- | ---------------------------- | --- | --------------- |
| 1996 (??)                        | Adventures of Hourai High |                              |                                           | Fantezie          | SNES                               |                              | |                 |
| 1996 (JP)                        | Airs Adventure エアーズアドベンチャー | Game Studio                  | Game Studio                               | Fantezie          | SAT                                |                              | | Japonia         |
| 1996 (JP) 1997 (NA)              | Albert Odyssey: Legend of Eldean | Sunsoft                      | Sunsoft Working Designs                   | Fantezie          | SAT                                | JRPG (bazat pe ture)         | Albert Odyssey                                                                                          | Japonia         |
| 1996 (??)                        | Arabian Nights |                              |                                           | Fantezie          | SNES                               |                              | |                 |
| 1996 (JP)                        | Arc the Lad II | ARC                          | SCEI                                      | Fantezie          | PS1                                | Tactical RPG                 | Arc the Lad                                                                                             | Japonia         |
| 1996 (JP)                        | Arunamu No Kiba Juuzokujuu Nishinto Densetsu Fang of Alnam アルナムの牙 獣族十二神徒伝説                                                                                       | Right Stuff                  |                                           | Fantezie          | PS1 (Port)                         |                              | | Japonia         |
| 1996 (JP)                        | Bahamut Lagoon バハムートラグーン | Square                       | Square                                    | Fantezie          | SNES                               | Tactical RPG                 | | Japonia         |
| 1996 (JP)                        | Bakumatsu Kourinden ONI 幕末降臨伝ONI | Pandora Box                  | Banpresto                                 | Fantezie          | SNES                               |                              | Kourinden ONI                                                                                           | Japonia         |
| 1996 (JP)                        | Blue Forest Monogatari |                              |                                           | Fantezie          | 3DO                                |                              | | Japonia         |
| 1996 (JP)                        | Daikaijuu Monogatari II 大貝獣物語II | AIM Birthday Denki-Mirai ADS | Hudson Soft                               | Fantezie          | SNES                               |                              | Daikaijuu Monogatari                                                                                    | Japonia         |
| 1996 (JP)                        | Dark Half |                              | Enix                                      | Fantezie          | SNES                               |                              | | Japonia         |
| 1996 (NA)                        | Diablo | Blizzard North               | Blizzard                                  | Fantezie          | WIN                                | Action RPG Roguelike         | Diablo                                                                                                  | NA              |
| 1996 (NA)                        | Dragon Force ドラゴンフォース | Sega                         | Working Designs                           | Fantezie          | SAT                                | Tactical RPG                 | Dragon Force                                                                                            | Japonia         |
| 1996 (JP)                        | Dragon Knight IV ドラゴンナイト4 | ELF                          | Banpresto                                 | Fantezie          | SNES (Port)                        | Tactical RPG Eroge           | Dragon Knight                                                                                           | Japonia         |
| 1996 (JP)                        | Dragon Warrior III Dragon Quest III | Chunsoft                     | Enix                                      | Fantezie          | SNES (Port)                        | JRPG                         | Dragon Quest                                                                                            | Japonia         |
| 1996 (JP)                        | Energy Breaker | Neverland                    |                                           | Fantezie          | SNES                               | Tactical RPG                 | | Japonia         |
| 1996 (JP)                        | FEDA Remake!: Emblem of Justice | Yanoman                      |                                           | Fantezie          | SAT (Remake)                       | Tactical RPG                 | FEDA | Japonia         |
| 1996 (JP)                        | Fire Emblem: Seisen no Keifu | Intelligent                  | Nintendo                                  | Fantezie          | SNES                               | Tactical RPG                 | Fire Emblem                                                                                             | Japonia         |
| 1996 (JP)                        | Gulliver Boy | Hudson Soft                  | Bandai                                    | Fantezie          | SNES (Port)                        |                              | Bazat pe anime Gulliver Boy                                                                             | Japonia         |
| 1996 (JP)                        | Gulliver Boy | Hudson Soft                  | Hudson Soft                               | Fantezie          | SAT (Port)                         |                              | Bazat pe anime Gulliver Boy                                                                             | Japonia         |
| 1996 (JP/NA)                     | King's Field III King's Field II in NA | From                         | Agetec                                    | Fantezie          | PS1                                | Dungeon crawl (în timp real) | King's Field                                                                                            | Japonia         |
| 1996 (JP)                        | Langrisser III ラングリッサーIII | Masaya                       | NCS                                       | Fantezie          | SAT                                | Tactical RPG                 | Langrisser                                                                                              | Japonia         |
| 1996 (JP)                        | Langrisser, Der Langrisser II | Masaya                       | NCS                                       | Fantezie          | PCFX (Remake)                      | Tactical RPG                 | Langrisser                                                                                              | Japonia         |
| 1996 (JP)                        | Legend of Heroes IV, The: A Tear of Vermillion The Legend of Heroes: A Tear of Vermillion 英雄伝説IV「朱紅い雫」                                                               | Nihon Falcom                 | Nihon Falcom                              | Fantezie          | PC98                               |                              | Dragon Slayer: The Legend of Heroes                                                                     | Japonia         |
| 1996 (JP)                        | Lennus 2 | Copya Systems                | Asmik Corporation                         | Fantezie          | SNES                               | JRPG                         | Lennus                                                                                                  | Japonia         |
| 1996 (JP)                        | Madara Saga | Datam Polystar               | Datam Polystar                            | Fantezie          | SNES                               |                              | Bazat pe manga Madara                                                                                   | Japonia         |
| 1996 (JP)                        | Madou Monogatari I | Compile                      |                                           | Fantezie          | SNES (Port)                        | Dungeon crawler              | Madou Monogatari                                                                                        | Japonia         |
| 1996 (JP)                        | Metajo | R-Force                      | R-Force                                   | Fantezie          | PC98                               | Tactical RPG                 | | Japonia         |
| 1996 (JP)                        | Monstania | Amccus Bits Laboratory       | Pack-In-Video                             | Fantezie          | SNES                               | Tactical RPG                 | | Japonia         |
| 1996 (JP)                        | Moon Light Saga | Maple Yard                   | Maple Yard                                |                   | MSX2                               |                              | | Japonia         |
| 1996 (JP)                        | Ogre Battle: March of the Black Queen | Quest                        | Riverhill                                 | Fantezie          | SAT (Port)                         | Tactical RPG                 | Ogre Battle                                                                                             | Japonia         |
| 1996 (JP)                        | Only You: The Decadent Juliets Only You -世紀末のジュリエット達- | Alice Soft                   |                                           | Fantezie          | PC98                               | Eroge                        | | Japonia         |
| 1996 (JP)                        | Oukoku no Gran Chef |                              |                                           | Fantezie          | 3DO                                |                              | |                 |
| 1996 (JP) 1998 (NA/AU) 1999 (EU) | Pocket Monsters Red Pocket Monsters Green(Pokémon Red Version and Pokémon Blue Version)                                                                                        | Game Freak Inc.              | Nintendo                                  | Modern Fantasy    | GB                                 | Monster raising              | Pokémon                                                                                                 | Japonia         |
| 1996 (JP) 1998 (NA/AU) 1999 (EU) | Pocket Monsters Blue | Game Freak Inc.              | Nintendo                                  | Modern Fantasy    | GB                                 | Monster raising              | Pokémon                                                                                                 | Japonia         |
| 1996 (JP)                        | Popolocrois Monogatari | SCE                          | SCE                                       | Fantezie          | PS1                                | Tactical RPG                 | Bazat pe manga PoPoLoCrois                                                                              | Japonia         |
| 1996 (JP/NA)                     | Revelations: Persona | Atlus                        | Atlus                                     | Modern Fantasy    | PS1                                | JRPG                         | Megami Tensei: Persona                                                                                  | Japonia         |
| 1996 (JP)                        | Riglord Saga 2 | Microcabin                   | Sega                                      | Fantezie          | SAT                                | Tactical RPG                 | Mystaria: The Realms of Lore                                                                            | Japonia         |
| 1996 (JP)                        | RPG Maker 2 | Success                      | ASCII                                     | Fantezie          | SNES                               | RPG-creation software        | RPG Maker                                                                                               | Japonia         |
| 1996 (JP)                        | Sakura Wars | Sega                         | Sega Red Ent.                             | Steampunk         | SAT                                | Tactical RPG                 | Sakura Wars                                                                                             | Japonia         |
| 1996 (JP)                        | Shadowrun | Group SNE                    | Compile                                   | Cyberpunk Fantasy | SCD                                | Adventure/RPG hybrid         | Bazat pe Shadowrun franciză FASA                                                                        | Japonia         |
| 1996 (JP)                        | Shin Super Robot Wars | Banpresto                    | Banpresto                                 | Sci-Fi            | PS1                                | Tactical RPG                 | Super Robot Wars                                                                                        | Japonia         |
| 1996 (JP) 1997 (NA/EU)           | Shining the Holy Ark | Sonic Software Planning      | Sega                                      | Fantezie          | SAT                                | Dungeon crawl                | Shining                                                                                                 | Japonia         |
| 1996 (JP)                        | Star Ocean: Fantastic Space Odyssey | tri-Ace                      | Enix                                      | Fantezie          | SNES                               | JRPG                         | Star Ocean                                                                                              | Japonia         |
| 1996 (JP/NA)                     | Super Mario RPG | Square                       | Nintendo                                  | Fantezie          | SNES                               | JRPG (turn-based)            | Mario RPG                                                                                               | Japonia         |
| 1996 (JP)                        | Super Robot Taisen Gaiden: Masō Kishin - The Lord Of Elemental | Banpresto                    | Banpresto                                 | Sci-Fi            | SNES                               | Tactical RPG                 | Super Robot Wars                                                                                        | Japonia         |
| 1996 (JP)                        | Sword & Sorcery | Microcabin                   | Microcabin                                | Fantezie          | SAT                                | JRPG (turn-based)            | Refacere îmbunătățită a jocului 3DO                                                                     | Japonia         |
| 1996 (NA)                        | Sword of Hope II | Kemco                        | Kemco                                     | Fantezie          | GB                                 | Dungeon crawl                | Sword of Hope                                                                                           | Japonia         |
| 1996 (JP)                        | Tactics Ogre: Let Us Cling Together | Quest                        | Riverhill Soft                            | Fantezie          | SAT (Port)                         | Tactical RPG                 | Ogre Battle                                                                                             | Japonia         |
| 1996 (JP/NA)                     | Tecmo's Deception: Invitation to Darkness | Tecmo                        | Tecmo                                     | Fantezie          | PS1                                | Action RPG                   | Deception                                                                                               | Japonia         |
| 1996 (JP)                        | Traverse: Starlight & Prairie |                              |                                           | Fantezie          | SNES                               |                              | | Japonia         |
| 1996 (JP)                        | Treasure Hunter G | Sting                        | Square                                    | Fantezie          | SNES                               | Tactical RPG                 | | Japonia         |
| 1996 (JP)                        | Treasure of the Rudras | Square                       | Square                                    | Fantezie          | SNES                               | JRPG                         | | Japonia         |
| 1996 (JP) 1997 (NA/EU)           | Vandal Hearts | Konami                       | Konami                                    | Fantezie          | PS1                                | Tactical RPG                 | Vandal Hearts                                                                                           | Japonia         |
| 1996 (JP) 1997 (NA) 1998 (PAL)   | Wild Arms | Media.Vision                 | SCE                                       | Western           | PS1                                | JRPG                         | Wild Arms                                                                                               | Japonia         |
| 1996 (JP)                        | Wizardry Gaiden IV |                              |                                           | Fantezie          | SNES                               | WRPG                         | Wizardry Gaiden                                                                                         | Japonia         |
| 1996 (TW)                        | Xin Qigai Wangzi 新乞丐王子 | C&E Inc.                     | C&E Inc.                                  | Fantezie          | GEN                                | JRPG                         | Adapted from The Prince and the Pauper                                                                  | TW              |
| 1996 (??)                        | Ys V Expert | Nihon Falcom                 | Nihon Falcom                              | Fantezie          | SNES (Rerel)                       | Action RPG                   | Ys | Japonia         |
| 1997 (JP)                        | Alnam no Tsubasa: Shouchiri no Sora no Achira e Wing of Alnam アルナムの翼 焼塵の空の彼方へ                                                                                    | Right Stuff                  |                                           | Fantezie          | PS1                                |                              | Wing of Alnam                                                                                           | Japonia         |
| 1997 (JP)                        | Atelier Marie: The Alchemist of Salburg | Gust                         |                                           | Fantezie          | PS1                                | JRPG                         | Atelier                                                                                                 | Japonia         |
| 1997 (JP) 1998 (NA/PAL)          | Breath of Fire III | Capcom                       | Capcom                                    | Fantezie          | PS1                                | JRPG                         | Breath of Fire                                                                                          | Japonia         |
| 1997 (JP)                        | BS Fire Emblem: Akaneia Senki | Intelligent                  | Nintendo                                  | Fantezie          | SNES                               | Tactical RPG                 | Fire Emblem                                                                                             | Japonia         |
| 1997 (JP)                        | Chocobo's Mysterious Dungeon | Square                       | Square                                    | Fantezie          | PS1                                | Roguelike                    | Fushigi no Dungeon; Chocobo's Mysterious Dungeon                                                        | Japonia         |
| 1997 (JP)                        | Dark Law: Meaning of Death | ASCII                        | ASCII                                     | Fantezie          | SNES                               | Tactical RPG                 | Dark Lord                                                                                               | Japonia         |
| 1997 (JP)                        | Dragon Knight IV ドラゴンナイト4 | ELF                          | Banpresto                                 | Fantezie          | SAT (Port) PS1 (Port)              | Tactical RPG Eroge           | Dragon Knight                                                                                           | Japonia         |
| 1997 (JP)                        | Dragon Knight IV ドラゴンナイト4 | ELF                          | NEC                                       | Fantezie          | PCFX (Port)                        | Tactical RPG Eroge           | Dragon Knight                                                                                           | Japonia         |
| 1997 (JP)                        | Farland Story | TGL                          | TGL                                       | Fantezie          | PS1 (Port)                         | Tactical RPG                 | Farland Story                                                                                           | Japonia         |
| 1997 (JP)                        | FEDA 2: White Surge the Platoon | Yanoman                      |                                           | Fantezie          | PS1                                | Tactical RPG                 | FEDA | Japonia         |
| 1997 (JP) 2001 (NA) 2002 (PAL)   | Final Fantasy IV | Square                       | Square                                    | Fantezie          | PS1 (Port)                         | JRPG                         | Final Fantasy                                                                                           | Japonia         |
| 1997 (JP/NA/EU/AU)               | Final Fantasy VII | Square                       | Square SCE                                | Sci-Fi Fantasy    | PS1                                | JRPG                         | Final Fantasy                                                                                           | Japonia         |
| 1997 (JP) 1998 (NA)              | Final Fantasy Tactics ファイナルファンタジータクティクス | Square                       | Square SCE                                | Fantezie          | PS1                                | Tactical RPG                 | Final Fantasy Tactics; Ivalice series                                                                   | Japonia         |
| 1997 (JP)                        | Front Mission 2 | Square                       | Square                                    | Sci-Fi            | PS1                                | Tactical RPG                 | Front Mission                                                                                           | Japonia         |
| 1997 (JP)                        | Galaxy Fraulein Yuna 3: Lightning Angel | Hudson Soft                  |                                           | Sci-Fi            | SAT                                | Tactical RPG                 | Galaxy Fraulein Yuna                                                                                    | Japonia         |
| 1997 (JP)                        | Ganpuru |                              |                                           | Fantezie          | SNES                               |                              | | J               |
| 1997 (JP)                        | Grandia | Game Arts                    | ESP                                       | Fantezie          | SAT                                | JRPG (turn-based)            | Grandia                                                                                                 | Japonia         |
| 1997 (JP) 1998 (NA) 1999 (PAL)   | Granstream Saga, The | Shade                        | THQ                                       | Fantezie          | PS1                                | Action RPG                   | | Japonia         |
| 1997 (JP)                        | Gunmans Proof |                              |                                           | Fantezie          | SNES                               |                              | | Japonia         |
| 1997 (JP)                        | Langrisser I & II ラングリッサーI&II |                              |                                           | Fantezie          | PS1 (Remake)                       | Tactical RPG                 | Langrisser: Remake și compilare a I și II                                                               | Japonia         |
| 1997 (JP)                        | Langrisser IV ラングリッサーIV | CareerSoft                   |                                           | Fantezie          | SAT PS1                            | Tactical RPG                 | Langrisser                                                                                              | Japonia         |
| 1997 (JP)                        | Magic School Lunar! | Game Arts Studio Alex        | ESP Kadokawa Shoten                       | Fantezie          | SAT (Remake)                       | JRPG                         | Lunar                                                                                                   | Japonia         |
| 1997 (JP) 1998 (NA)              | Master of Monsters: Disciples of Gaia | ASCII                        | ASCII Toshiba                             | Fantezie          | PS1                                | Tactical RPG                 | | Japonia         |
| 1997 (JP)                        | Milandra |                              |                                           | Fantezie          | SNES                               |                              | | Japonia         |
| 1997 (JP)                        | Moon: Remix RPG Adventure | Love-de-Lic                  | ASCII                                     | Fantezie          | PlayStation                        | Adventure RPG                | | Japonia         |
| 1997 (JP)                        | Ogre Battle: Limited Edition | Enix                         |                                           | Fantezie          | PS1 (Comp)                         | Tactical RPG                 | Ogre Battle: Compilare a March of the Black Queen și Tactics Ogre                                       | Japonia         |
| 1997 (JP/NA)                     | Ogre Battle: March of the Black Queen | Quest                        | Artdink Atlus                             | Fantezie          | PS1 (Port)                         | Tactical RPG                 | Ogre Battle                                                                                             | Japonia         |
| 1997 (JP)                        | Princess Crown | Atlus                        | Atlus                                     | Fantezie          | SAT                                | Action RPG                   | Princess Crown                                                                                          | Japonia         |
| 1997 (JP)                        | Ronde 輪舞曲 | MIT                          | Atlus                                     | Fantezie          | SAT                                | Tactical RPG                 | Megami Tensei: Majin Tensei                                                                             | Japonia         |
| 1997 (JP) 2000 (NA)              | RPG Maker(NA) RPG Maker 3(JP) | Kuusou Kagaku                | Enterbrain Agetec                         | Fantezie          | PS1                                | RPG-creation software        | RPG Maker                                                                                               | Japonia         |
| 1997 (JP) 1998 (NA)              | SaGa Frontier | Square                       | Square SCE                                | Fantezie          | PS1                                | JRPG                         | SaGa | Japonia         |
| 1997 (JP) 1998 (NA/EU)           | Shining Force III | Camelot                      | Sega                                      | Fantezie          | SAT                                | Tactical RPG                 | Shining                                                                                                 | Japonia         |
| 1997 (JP)                        | Shinsetsu Samurai Spirits Bushidō Retsuden | SNK Asatsu Fuji TV           | SNK                                       | Fantezie          | NEOCD SAT PS1                      | JRPG                         | Spinoff al jocurilor de luptă Samurai Shodown                                                           | Japonia         |
| 1997 (JP)                        | Söldnerschild S | Koei                         |                                           | Fantezie          | SAT                                | Tactical RPG                 | Söldnerschild                                                                                           | Japonia         |
| 1997 (JP)                        | Super Robot Wars F | Banpresto                    | Banpresto                                 | Sci-Fi            | SAT                                | Tactical RPG                 | Super Robot Wars                                                                                        | Japonia         |
| 1997 (JP) 1998 (NA)              | Tactics Ogre: Let Us Cling Together | Quest                        | Atlus                                     | Fantezie          | PS1 (Port)                         | Tactical RPG                 | Ogre Battle                                                                                             | Japonia         |
| 1997 (JP) 1998 (NA)              | Tales of Destiny | Wolf Team                    | Namco                                     | Fantezie          | PS1                                | Action RPG                   | Tales                                                                                                   | Japonia         |
| 1997 (JP)                        | Tengai Makyō: Daiyon no Mokushiroku | Red Ent.                     | Hudson Soft                               | Fantezie          | SAT                                | JRPG                         | Tengai Makyō                                                                                            | Japonia         |
| 1997 (JP)                        | Ultima Underworld: The Stygian Abyss | Blue Sky Productions         | Origin                                    | Fantezie          | PS1 (Port)                         | Action RPG (UU style)        | Ultima Underworld                                                                                       | NA              |
| 1997 (JP)                        | Vandal Hearts | Konami                       | Konami                                    | Fantezie          | SAT (Port)                         | Tactical RPG                 | Vandal Hearts                                                                                           | Japonia         |
| 1996 (NA)                        | AD&D Masterpiece Collection | Mindscape                    | SSI Mindscape                             | Fantezie          | DOS (Comp)                         | Tactical RPG Action RPG      | Franciză Dungeons & Dragons franchise: Compilație a jocurilor Dark Sun și Ravenloft                     | NA              |
| 1996 (NA)                        | Birthright: The Gorgon's Alliance | Synergistic                  | Sierra                                    | Fantezie          | DOS WIN                            | Tactical RPG RTS/RPG         | Franciză Dungeons & Dragons, campania (Birthright)                                                      | NA              |
| 1996 (NA)                        | Deathkeep | Lion                         | SSI                                       | Fantezie          | WIN (Port)                         | FPS/RPG                      | Franciză Dungeons & Dragons                                                                             | NA              |
| 1996 (NA)                        | Elder Scrolls II, The: Daggerfall | Bethesda                     | Bethesda                                  | Fantezie          | DOS                                | Action RPG (UU style)        | The Elder Scrolls                                                                                       | NA              |
| 1996 (NA)                        | Exile II: Crystal Souls | Spiderweb                    | Spiderweb                                 | Fantezie          | MAC WIN WIN3X                      | Tactical RPG                 | Exile                                                                                                   | NA              |
| 1996 (NA)                        | Exile III: Ruined World | Spiderweb                    | Spiderweb                                 | Fantezie          | LIN MAC WIN WIN3X                  | Tactical RPG                 | Exile                                                                                                   | NA              |
| 1996 (JP)                        | Farland Saga: Toki no Douhyou | TGL                          | TGL                                       | Fantezie          | DOS                                | Tactical RPG                 | Farland Saga                                                                                            | Japonia         |
| 1996 (JP)                        | Farland Story: Kamigami no Isen Farland Story 6 | TGL                          | TGL                                       | Fantezie          | DOS                                | Tactical RPG                 | Farland Saga                                                                                            | Japonia         |
| 1996 (NA)                        | Nemesis: The Wizardry Adventure | Sir-Tech                     | Sir-Tech                                  | Fantezie          | DOS                                | Adventure RPG                | Spin-off al seriei Wizardry                                                                             | NA              |
| 1996 (NA)                        | Quest for Glory Anthology | Sierra                       | Sierra                                    | Fantezie          | DOS (Comp) WIN (Comp) WIN3X (Comp) | Adventure RPG                | Quest for Glory: Compilarea primelor patru jocuri                                                       | NA              |
| 1996 (DE) 1997 (NA/EU)           | Realms of Arkania: Shadows over Riva (NA, UK) 巫術闇影 (CN) Černé Oko: Stíny nad Rivou (CZ) Das Schwarze Auge: Schatten über Riva (DE) El Ojo Negro: La sombra sobre Riva (ES) | Attic                        | Topware (DE) U.S. Gold (EU) Sir-Tech (NA) | Fantezie          | DOS                                |                              | Franciză Das Schwarze Auge Realms of Arkania                                                            | DE              |
| 1996 (NA)                        | Ultima VIII: Pagan - Gold Edition | Origin                       | EA                                        | Fantezie          | DOS (Rerel)                        | WRPG                         | Ultima                                                                                                  | NA              |
| 1996 (NA/UK)                     | Wizardry Gold | Sir-Tech                     | Sir-Tech                                  | Fantezie Sci-Fi   | MAC (Refacere) WIN (Refacere)      | WRPG                         | Wizardry                                                                                                | NA              |
| 1997 (NA)                        | An Elder Scrolls Legend: Battlespire | Bethesda                     | Bethesda                                  | Fantezie          | DOS WIN                            | Action RPG                   | The Elder Scrolls                                                                                       | NA              |
| 1997 (NA)                        | Betrayal in Antara | Sierra                       | Sierra                                    | Fantezie          | WIN WIN3X                          | WRPG                         | Folosește un motor grafic Betrayal at Krondor                                                           | NA              |
| 1997 (NA)                        | Blood Omen: Legacy of Kain | Silicon Knights              | Activision                                | Fantezie Horror   | WIN                                | Action-adventure/JRPG        | Legacy of Kain                                                                                          | NA              |
| 1997 (NA)                        | Diablo: Hellfire | Synergistic                  | Sierra                                    | Fantezie          | WIN                                | Action RPG. Roguelike        | Diablo                                                                                                  | NA              |
| 1997 (NA)                        | Fallout | Interplay                    | Interplay                                 | Post-apocaliptic  | DOS WIN                            | WRPG                         | Fallout                                                                                                 | NA              |
| 1997 (NA)                        | Fallout | Interplay                    | MacPlay                                   | Post-apocaliptic  | MAC (Port)                         | WRPG                         | Fallout                                                                                                 | NA              |
| 1997 (JP)                        | Farland Saga 2: Toki no Michishirube | TGL                          | TGL                                       | Fantezie          | WIN                                | Tactical RPG                 | Farland Saga                                                                                            | Japonia         |
| 1997 (NA)                        | Final Fantasy VII | Square                       | Eidos                                     | Sci-Fi Fantasy    | WIN                                | JRPG                         | Final Fantasy                                                                                           | Japonia         |
| 1997 (NA/UK)                     | Forgotten Realms Archives, The | SSI                          | Interplay                                 | Fantezie          | DOS (Comp) WIN (Comp)              | Tactical RPG WRPG Action RPG | Franciză Dungeons & Dragons: O compilație a aproape tuturor jocurilor video plasate în Forgotten Realms | NA              |
| 1997 (NA)                        | Incubation: Time Is Running Out | Blue Byte                    | Blue Byte                                 | Sci-Fi            | WIN                                | Tactical RPG                 | Battle Isle                                                                                             | DE              |
| 1997 (NA)                        | Incubation: The Wilderness Missions | Blue Byte                    | Blue Byte                                 | Sci-Fi            | WIN                                | Tactical RPG                 | Battle Isle                                                                                             | DE              |
| 1997 (NA)                        | Lands of Lore: Guardians of Destiny | Westwood                     | Virgin                                    | Fantezie          | DOS WIN                            | Dungeon crawl                | Lands of Lore                                                                                           | NA              |
| 1997 (NA)                        | Quest for Glory: Collection Series | Sierra                       | Sierra                                    | Fantezie          | DOS (Comp) WIN3X (Comp)            | Adventure RPG                | Quest for Glory: Compilare a primelor patru jocuri                                                      | NA              |
| 1997 (JP)                        | RPG Maker 95 | Enterbrain                   | ASCII                                     | N/A               | WIN                                | RPG construction tool        | RPG Maker                                                                                               | Japonia         |
| 1999 (JP)                        | Sorcerian Forever | Nihon Falcom                 | Nihon Falcom                              | Fantezie          | WIN                                | Action RPG                   | Sorcerian                                                                                               | Japonia         |
| 1997 (NA) 1998 (EU)              | Ultima Collection | Origin                       | EA                                        | Fantezie          | DOS (Rerel) WIN (Port)             | WRPG                         | Ultima: Relansare și portare a primelor opt jocuri și a Akalabeth: World of Doom                        | NA              |
| 1997 (JP) 1998 (TW/KR)           | Vantage Master ヴァンテージ・マスター | Nihon Falcom                 | Nihon Falcom                              | Fantezie          | WIN                                | Tactical RPG                 | Vantage Master                                                                                          | Japonia         |
| 1997 (JP)                        | Vantage Master V2 Vantage Master Online | Nihon Falcom                 |                                           | Fantezie          | WIN                                | Tactical RPG                 | Vantage Master                                                                                          | Japonia         |
| 1997 (JP)                        | Wizardry: Llylgamyn Saga | Solition                     | ASCII                                     | Fantezie Sci-Fi   | WIN (Comp)                         | Dungeon crawl                | Wizardry: Refacere și compilare a părților I - III                                                      | NA              |